# Jaroslav Jevdokimov
Jaroslav Oleksandrovič Jevdokimov (ukr. Ярослав Олександрович Євдокимов, bjel.: Яраслаў Аляксандравіч Еўдакімаў, rus.: Ярослав Александрович Евдоки́мов; Rivne, 22. studenoga 1946.) ukrajinski je pjevač (bariton).

## Životopis
Jaroslav Jevdokimov je već u djetinjstvu pokazao znakove glazbene nadarenosti. Poslije završene osnovne škole, školovanje je nastavio na Koreckom profesionalnom učilištu. U razdoblju od 1965. do 1968. služio je Vojni rok u ruskoj Sjevernoj floti. I tu je – kao dijete politički nepodobnih roditelja – imao problema, te nije smio službovati u poverljivim objektima, nego je tri godine proveo u građevinskoj jedinici. Godine 1968. vraća se u rodno selo, a potom odlazi u Dnjepropetrovsk, gdje se zapošljava u tvornicu guma. Tu upoznaje i svoju buduću suprugu, Bjeloruskinju, s kojom kasnije odlazi u Bjelorusiju.
U Bjelorusiji je njegova pjevačka karijera napokon krenula uzlaznim putem: iako nije imao formalnoga glazbenoga obrazovanja, iskrenim je i uvjerljivim interpretacijama osvajao svoju sve brojniju publiku. U razdoblju od 1977. do 1980. pohađao je privatnu poduku kod uglednoga vokalnoga pedagoga Vladimira Bučeleja, te istodobno nastupao i kao vokalni solist Bjeloruskoga vojnoga okruga.
Godine 1979. Jaroslav Jevdokimov pobjeđuje na natjecanju S pjesmom kroz život (ukr. З піснею по житті). Od tada se njegov glas sve češće mogao čuti u programima Svesaveznoga radija i televizije, a po završetku studija solopjevanja, postao je i solistom Državnoga radija. Pjevao je i nastupao u Francuskoj, Njemačkoj, Poljskoj, Norveškoj i Švicarskoj.
Godine 2006. dodijeljeno mu je priznanje Zaslužnoga umjetnika Ruske Federacije, a od 2009. je i službeno građanin Ruske Federacije.

## Diskografija (izbor)
- 1988. – Все сбудется (Sve će se dogoditi)[3]
- 2002. – CD Ярослав Євдокимов: Фантазер (Jaroslav Jevdokimov: Sanjar)
- 2006. –CD Ярослав Євдокимов: За белою рекой (Jaroslav Jevdokimov: Za bijelu rijeku)
- 2012. – CD Ярослав Євдокимов: Возвращение в осень (Jaroslav Jevdokimov: Povratak u jesen)

## Nagrade i priznanja
- 17. travnja 1980. – priznanje Zaslužni umjetnik Bjelorusije[4]
- 13. srpnja 1987. – priznanje Narodni umjetnik Bjelorusije[4]
- 15. veljače 2006. – priznanje Zaslužni umjetnik Ruske Federacije[5]

## Medijski arhiv
Arhivirana inačica izvorne stranice od 14. srpnja 2014. (Wayback Machine)

  Arhivirana inačica izvorne stranice od 26. ožujka 2014. (Wayback Machine)
  Arhivirana inačica izvorne stranice od 14. srpnja 2014. (Wayback Machine)
  Arhivirana inačica izvorne stranice od 26. ožujka 2014. (Wayback Machine)
  Arhivirana inačica izvorne stranice od 14. srpnja 2014. (Wayback Machine)
  Arhivirana inačica izvorne stranice od 14. srpnja 2014. (Wayback Machine)
  Arhivirana inačica izvorne stranice od 14. srpnja 2014. (Wayback Machine)

  Arhivirana inačica izvorne stranice od 13. srpnja 2015. (Wayback Machine)

  Arhivirana inačica izvorne stranice od 14. srpnja 2014. (Wayback Machine); ; 

## Vanjske poveznice
- www.migraciya.com.ua – На Рівненщині посвідку на постійне проживання отримала мати Ярослава Євдокимова, Народного артиста Білорусії (ukr.)
- Jaroslav Jevdokimov «Золотий Фонд української естради»  Arhivirana inačica izvorne stranice od 8. prosinca 2015. (Wayback Machine)(ukr.)
- www.oblgazeta.ru – Артист Ярослав Евдокимов рассказал «ОГ» о своих корнях (rus.)
- vpu-24korec.narod.ru – Наші випускники: Євдокимов Ярослав Олександрович / Наш найвідоміший випускник - Заслужений артист Білорусії та Росії (rus.)
- www.postkomsg.com – 75 лет государственному учреждению «Академический ансамбль песни и танца Вооруженных Сил Республики Беларусь» (bjrus.)
- Минский государственный музыкальный колледж имени М.И. Глинки / История колледжа  Arhivirana inačica izvorne stranice od 13. veljače 2015. (Wayback Machine) (rus.)
- www.moskva.fm – Сладка Ягода и Ярослав Евдокимов (rus.)
- Discogs.com – Jaroslav Jevdokimov (diskografija)